# Bothriaster primigenius
Bothriaster primigenius is een zeester uit de familie Oreasteridae.
De wetenschappelijke naam van de soort werd in 1916 gepubliceerd door Ludwig Döderlein.